# Devin (Bulgarije)
Devin (Bulgaars: Девин) is een stad in de oblast Smoljan in het zuiden van Bulgarije. Op 31 december 2018 telde de stad Devin 6.011 inwoners, terwijl de gemeente Devin, waarbij ook de omliggende 15 dorpen bij worden opgeteld, 10.931 inwoners had.

## Ligging
Devin ligt in de vallei van de rivier de Vatsja, op 45 km van de stad Smoljan en in de buurt van Tsjepelare. Devin ligt op een afstand van 220 km van Sofia en op 70 km van Plovdiv. Ongeveer 35 km ten oosten van Devin ligt het populaire skigebied Pamporovo.

## Klimaat
Devin heeft een klimaat met milde winters, koele zomers met langdurige zonnige dagen. De lucht is aangenaam koel en fris en de luchtvochtigheid is normaal. De gemiddelde jaartemperatuur is 4 tot 10° C, afhankelijk van de hoogte. De laagste wintertemperatuur ligt rond de −10 °C, terwijl de maximale zomertemperatuur tussen de 30 en 33 °C ligt. Devin wordt beschermd tegen koude westelijke en noordwestelijke winden vanwege de bergketens die de stad omringen.

## Economie
Er zijn veel waterkrachtcentrales die hydro-elektriciteit opwekken. Verder is de landbouw in de regio sterk ontwikkeld. De melkveehouderij, aquacultuur, paddenstoelenteelt, aardappelteelt et cetera zijn van belang voor de lokale economie.
Banite · Borino · Devin · Dospat · Madan · Nedelino · Roedozem · Smoljan · Tsjepelare · Zlatograd